# Лоренсо Серра Феррер
Лоренсо Серра Феррер (ісп. Lorenzo Serra Ferrer, нар. 4 березня 1953, Са-Побла), також відомий як Льоренс Серра Феррер (кат. Llorenç Serra Ferrer) — іспанський футбольний тренер, насамперед відомий роботою з клубами «Мальорка» і «Реал Бетіс», а також футбольний функціонер, один зі співвласників та керівників «Мальорки».

## Ігрова кар'єра
Ігрова кар'єра Лоренсо обмежилася трьома роками, проведеними в аматорському клубі «Побленсе» з рідного містечка Са-Побла (Балеарські острови), що виступав у четвертому за силою іспанському дивізіоні.

## Кар'єра тренера
Завершивши грати у футбол у 23-річному віці, присвятив себе тренерській роботі, почавши тренером однієї з юнацьких футбольних команд. 1980 року очолив команду «Побленсе», за яку свого часу виступав. Під керівництвом свого колишнього гравця команда 1982 року виборола право виступів у третій за силою іспанській лізі Сегунда Дивізіон Б.

### «Мальорка»
Проте на цьому рівні «Побленсе» вже грав з новим наставником, оскільки Серра Феррер прийняв пропозицію перейти до клубної структури головного клубу Балеарських островів, «Мальорки», де протягом 1982—1985 років очолював тренерський штаб другої команди клубу.
1985 року був призначений головним тренером основної команди «Мальорки» і спочатку зміг вивести її до Прімери, а наступного сезону посісти досить високе шосте місце в чемпіонаті. Попри цей успіх 1987 року Лоренсу був замінений на досвідченого французького тренера Люсьєна Мюллера, під керівництвом якого «Мальорка» в сезоні 1987/1988 втратила місце в елітному іспанському дивізіоні.
1989 року Лоренсо Серра Феррер удруге очолив команду «Мальорки» і відразу ж повернув її до Прімери. Згодом команда під його керівництвом зупинилася у кроці від завоювання кубка Іспанії 1991 року, мінімально програвши у фіналі мадридському «Атлетіко». Утім, у чемпіонаті справи йшли гірше — сезон 1991/1992 «Мальорка» провалила і, набравши лише 27 очок у 38 іграх першості, фінішувала на останній позиції Прімери, учергове втративши право виступів у цій найвищій лізі. В сезоні 1992/93 Серра Феррер утретє намагався вивести балеарську команду до Прімери, проте цього разу невдало, і 1993 року залишив клуб.

### «Реал Бетіс»
По ходу сезону 1993/94 був призначений головним тренером друголігової команди «Реал Бетіс», з якою таки повернувся до Прімери. Під орудою Лоренсо Серра Феррера «Бетіс» провів одні з найкращих сезонів у своїй новітній історії. Відразу ж після підвищення у класі до Прімери в сезоні 1994/1995 команда стала бронзовим призером іспанської футбольної першості, згодом було 8-ме місце в чемпіонаті, після чого, в сезоні 1996/1997 знову неочікувано висока четверта позиція в турнірній таблиці Ла Ліги. Того ж 1997 року «Реал Бетіс» лише в овертаймі поступився «Барселоні» у фіналі Кубка Іспанії.

### «Барселона»
Успішні виступи скромного «Бетіса» під керівництвом Лоренсо Серра Феррера привернули до тренера увагу грандів іспанського футболу, і 1997 року його запросила «Барселона», щоправда, не на тренерську прзицію, а запропонувавши роботу у клубному керівництві.
2000 року, після того, як каталонський клуб залишив Луї ван Гал, Лоренсо отримав можливість повернутися до тренерської роботи, ставши очільником тренерського штабу «Барселони». Проте робота із зірковими гравцями команди виявилася досить невдалою і його було звільнено з посади за сім турів до завершення сезону 2000/2001. На той час «Барселона» йшла лише на п'ятому місці в чемпіонаті, відстаючи від лідера, мадридського «Реала» на 17 очок.

### Повернення до «Бетіса»
2004 року був знову запрошений до клубу «Реал Бетіс», з яким у першому ж сезоні не лише повторив своє досягнення 10-річної давнини — четверте місце в чемпіонаті, але й виборов перший у своїй кар'єрі трофей — Кубок Іспанії. Утім, наступного сезону результати команди суттєво погіршилися, у чемпіонаті вона фінішувала лише 14-ю, і після завершення сезону Серра Феррер залишив «Бетіс».

### АЕК
Влітку 2006 року іспанського спеціаліста було призначено головним тренером грецького клубу АЕК. Перший сезон у Греції виявився для нього досить вдалим — команда фінішувала другою у чемпіонаті, лише двома очками поступившись лідеру. Тож наприкінці сезону керівництво клубу запропонувало подовження контракту на чотири роки. Проте Лоренсо залишив команду вже на початку 2008 року після низки незадовільних результатів.

## Клубне керівництво
Влітку 2010 року очолив групу інвесторів, яка зокрема включала спортивну легенду Балеарських островів тенесиста Рафаеля Надаля, що мала на меті порятунок головного футбольного клубу регіону «Мальорки» від банкрутства, про яке було оголошено у травні того ж року. Інвестори викупили клуб у його попереднього власника і почали програму реструктуризації і поступового погашення заборгованостей. Лоренсо Серра Феррер був призначений віцепрезидентом і директором з футболу клубу.

## Титули і досягнення
- Володар Кубка Іспанії з футболу (1):

«Реал Бетіс»: 2004-05